# Gheorghe Săvoiu
Gheorghe Săvoiu, romunski general, * 1890, † 1971.